# Santa Margherita di Staffora
Santa Margherita di Staffora ist eine Gemeinde (comune) mit 436 Einwohnern (Stand 31. Dezember 2023) in der südwestlichen Lombardei, im Norden Italiens. Die Gemeinde liegt etwa 48 Kilometer südsüdöstlich von Pavia in der südlichen Oltrepò Pavese an der Staffora und grenzt unmittelbar an die Provinzen Alessandria (Piemont) und Piacenza (Emilia-Romagna).

## Söhne- und Töchter der Stadt
- Giovanni Alberti (1917–2019), Autorennfahrer